# Harry van den Brink
Harry van den Brink (Harderwijk, 1961) is een Nederlands militair. Hij was sinds november 2015 tot 2 september 2019 commandant van de Koninklijke Marechaussee.
Toen hij 17 jaar was begon Van den Brinks loopbaan bij de Marechaussee. Hij was onder andere werkzaam bij de beveiliging van paleis Soestdijk en de grensbewaking op Schiphol. In 1985 was hij klaar met de onderofficiersopleiding en werd hij instructeur. Hierna doorliep hij de officiersopleiding en was hij onder andere werkzaam als chef staf district Schiphol.
Vanaf 2011 was Van den Brink commandant van het district Schiphol en vanaf 2014 plaatsvervangend commandant van de Marechaussee. Op 5 november 2015 volgde hij Hans Leijtens op als commandant van de Koninklijke Marechaussee. Harry van den Brink heeft op 2 september 2019 het commando van de Koninklijke Marechaussee om gezondheidsredenen overgedragen aan zijn opvolger, luitenant-generaal Hans Leijtens, die tevens Van den Brinks voorganger was en voor de tweede maal commandant werd.

## Onderscheidingen
- Officier in de Orde van Oranje-Nassau
- Herinneringsmedaille Vredesoperaties (SFOR)
- Onderscheidingsteken voor Langdurige Dienst als officier
- Inhuldigingsmedaille 2013
- Marechausseemedaille
- Kruis voor betoonde marsvaardigheid
- Vaardigheidsmedaille van de Nederlandse Sport Federatie
- NAVO-medaille (FORMER YUGOSLAVIA)